# Tierras bajas de Imericia

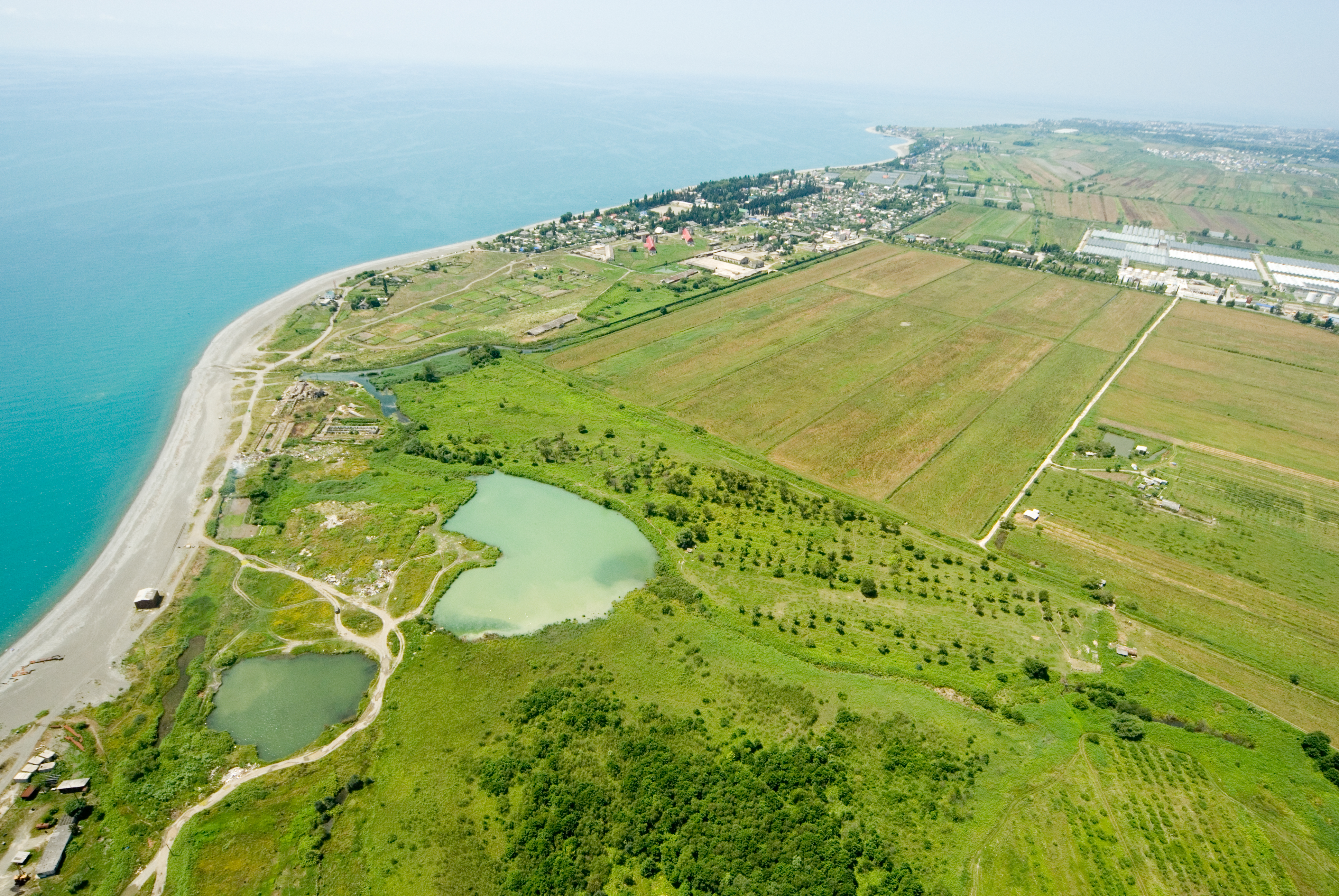
La zona en 2006.

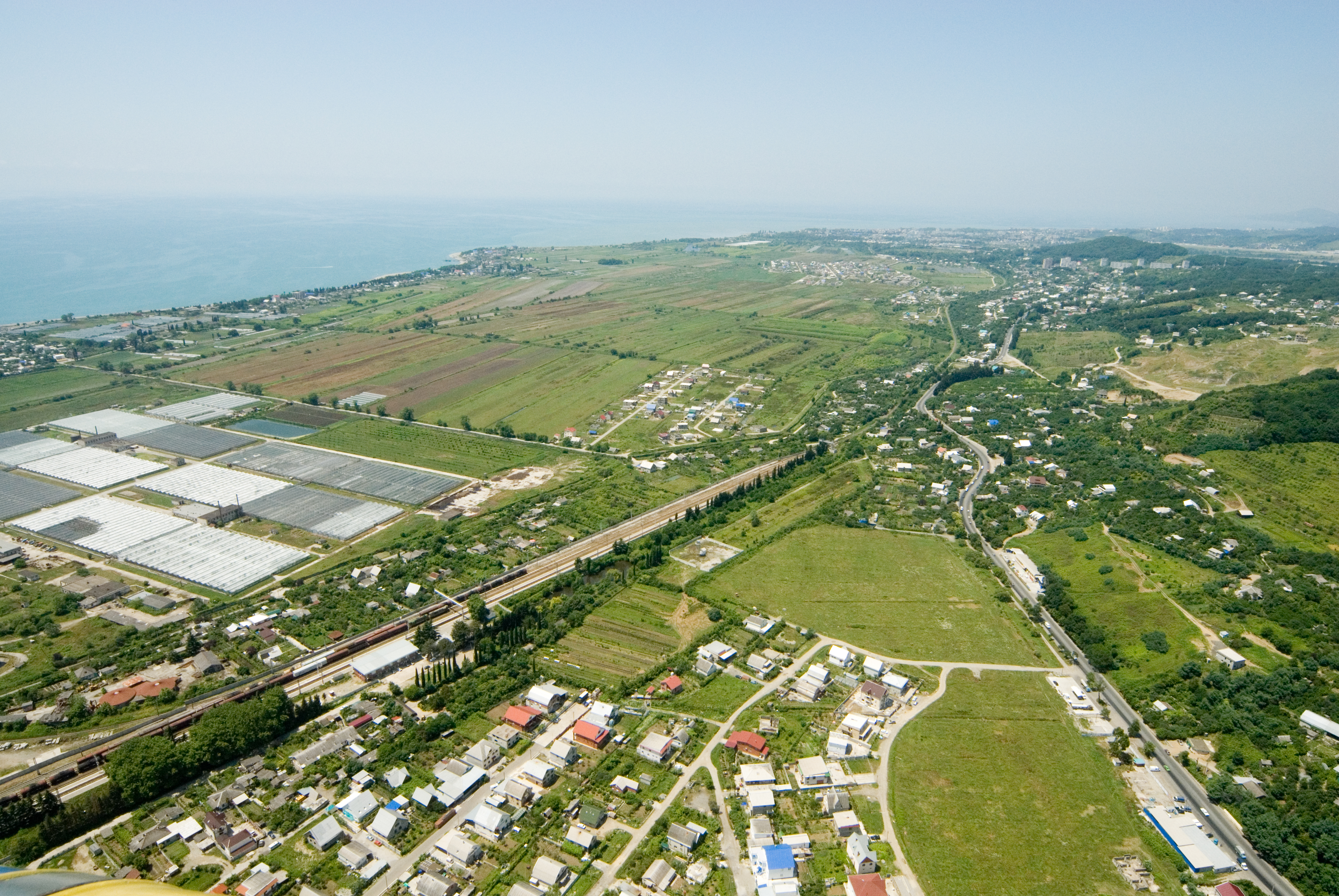
Vista amplia de la región en 2006.

Las tierras bajas de Imericia (del ruso: Имеретинская низменность) son una zona de tierras bajas situada entre las desembocaduras en la bahía Nizhneimeretínskaya del mar Negro de los ríos Mzymta, al norte, y Psou, al sur (frontera con Abjasia), junto a Ádler, en el extremo sur de la unidad municipal de Sochi del krai de Krasnodar, en el sur de Rusia.

## Geografía
La singularidad de esta zona, de unas 1 300 ha, fue reconocida por el gobierno zarista en 1911, dándole el estatus de zona natural protegida. Es la única zona de la Cólquida rusa en que se conservan humedales con flora y fauna únicas. Tiene una importancia clave en la ornitología internacional. Durante décadas los científicos intentaron crear aquí un zakáznik y la declaración de monumento natural.
Este paraje fue destruido por la construcción del Parque Olímpico de Sochi, forzando a las aves migratorias a buscar refugio en las montañas. En el área de los antiguos humedales se hallan Nizhneimeretínskaya Bujta y el Parque Dendrológico de Cultivos del Sur.
Actualmente, como se ha comentado se construyeron las nuevas instalaciones para los Juegos Olímpicos de invierno de 2014, expropiándose a parte de los habitantes de la mencionada localidad y construyéndose en el litoral el Puerto de Sochi Imeretinski, para el suministro de materias primas para las obras y más tarde se espera que se dedique al uso deportivo.
En las obras de construcción olímpicas en las tierras bajas se han hallado los restos de una iglesia bizantina de los siglos siglo IX-siglo X, que será la base de un museo.

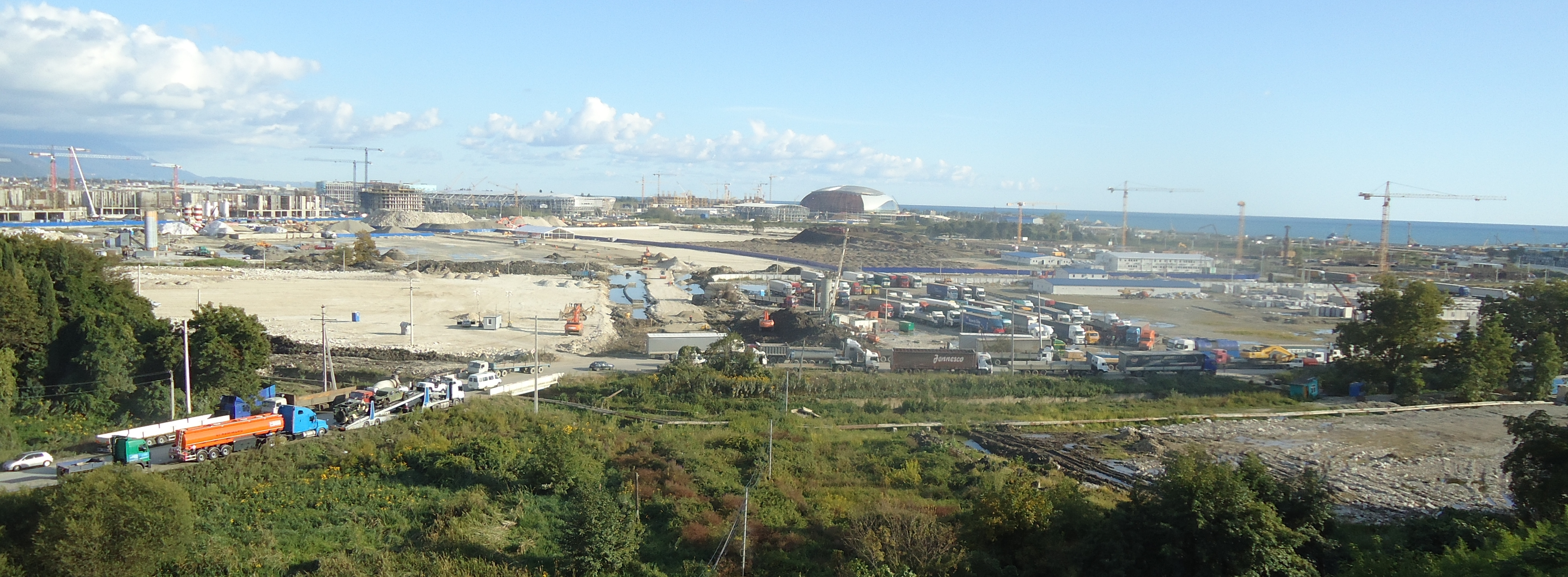
Panorama de la construcción de las instalaciones para los Juegos Olímpicos de invierno de Sochi 2014.